# Baba Rexheb

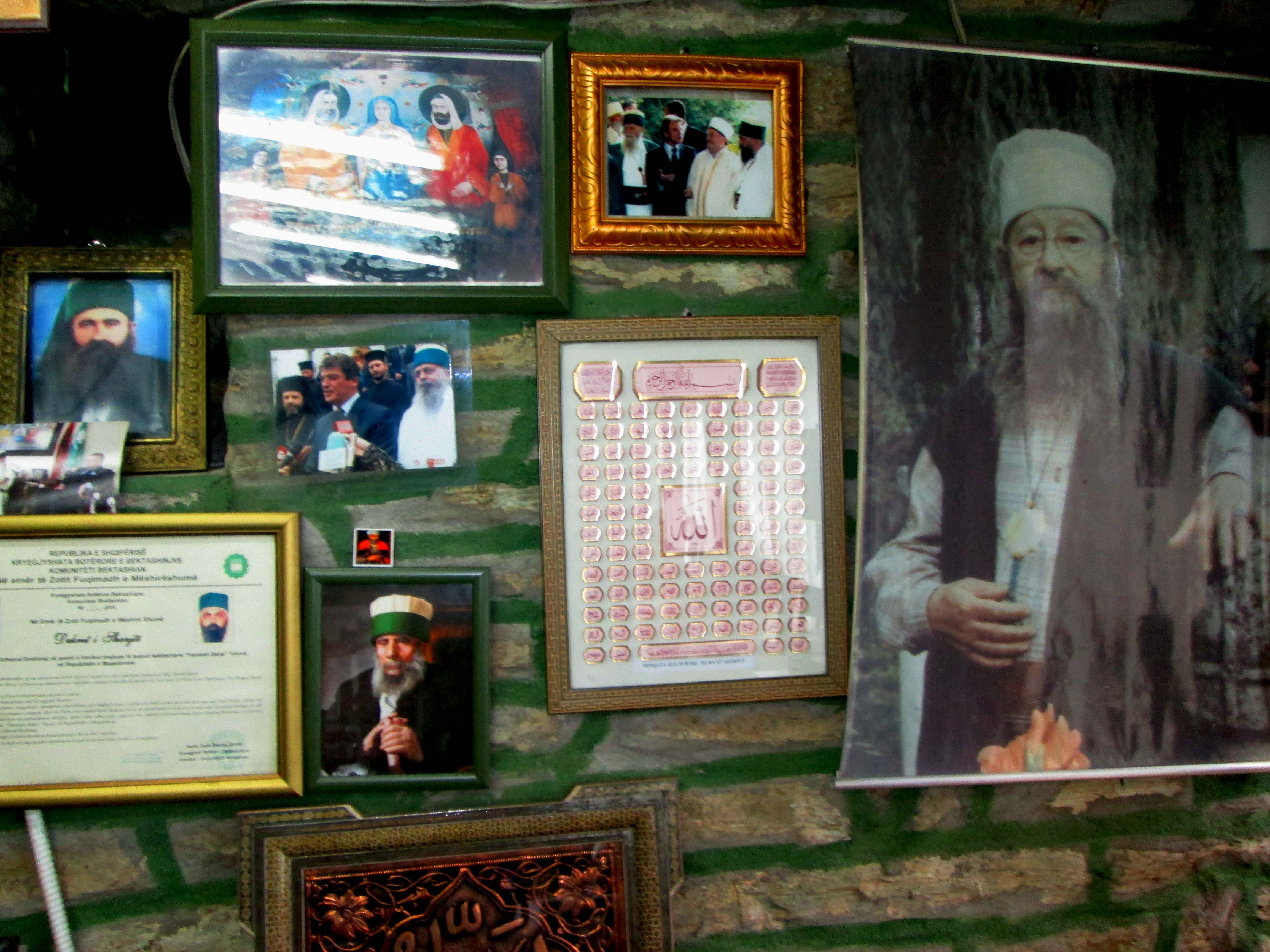
Bild von Baba Rexeb (unten in grünem Rahmen) in der Arabati-Baba-Tekke von Tetovo

Rexheb Beqiri (* 18. August 1901 in Gjirokastra, Osmanisches Reich; † 10. August 1995 in Taylor, Michigan), besser bekannt unter seinem Ehrennamen Baba Rexheb, war ein albanischer Islamgelehrter und Sufi. Er war der Gründer und weltweite Vorsitzende der Sufiloge der Bektaschi in den Vereinigten Staaten.

## Frühes Leben
Baba Rexheb wurde am 18. August 1901 im damals osmanischen Gjirokastra als Rexheb Beqiri in eine albanische Familie mit starken Bindungen zu den Bektaschi hineingeboren. Sein Vater Refat Beqiri war der örtliche Mullah in der alten mahale von Dunavat. Refats Familie stammte ursprünglich aus der kosovarischen Stadt Gjakova. Im Alter von sechzehn Jahren trat Rexheb dem Bektaschi-Orden bei und stieg mit zwanzig Jahren zum Range des Derwisch auf. Er entschied sich für ein zusätzliches Gelübde als mücerrid (zölibatär), das er nie brach. Für die nächsten fünfundzwanzig Jahre diente er in der Asim-Baba-Tekke unter der Leitung seines Onkels Baba Selim. Nach dem Zweiten Weltkrieg wurde Derwisch Baba Rexheb zum Kritiker der kommunistischen Diktatur unter Enver Hoxha. Deshalb wurde er zur Ausreise gezwungen. Er verbrachte vier Jahre in einem Flüchtlingslager in Italien, bevor er in der Kaygusuz-Sultan-Tekke in Kairo, Königreich Ägypten, residierte. Er blieb dort für mehrere Jahre, bevor er von seiner jüngeren Schwester Zejnep Cuçi in die Vereinigten Staaten eingeladen wurde.

## Laufbahn als Gelehrter
1954 wurde Baba Rexheb vom Dedebaba der Kaygusuz-Tekke, Ahmed Sirri Dede, zum Range des baba befördert, und gründete die Erste Albanisch-Amerikanische Bektaschi-Tekke im Detroiter Vorort Taylor.
Baba Rexheb verbrachte die nächsten fünfundvierzig Jahre mit dem Aufbau der Bektaschi-Gemeinde in Nordamerika. Weil die Bektaschi, die seit ihrer Ausweisung 1925 durch Mustafa Kemal Atatürk ihr Weltzentrum in der albanischen Hauptstadt Tirana hatten, unter dem totalitären Diktator Enver Hoxha blutig verfolgt wurden, lebte die Gemeinschaft im Exil weiter. Baba Rexhep schrieb das umfangreiche Buch Misticizma Islame dhe Bektashizma (ins Englische als Islamic Mysticism and Bektashism übersetzt) und vollendete die Übersetzung des türkischen Epos Hadikat-i Su'ada über die Schlacht von Kerbela von Fuzūlī. Baba Rexheb verfasste auch die Ausgabe der Zeri Bektashzme, die Monatszeitschrift der Tekke. Er war ein Mann großer spiritueller Integrität, und seine Liebe und Leidenschaft zog sowohl Bektaschi als auch Sunniten an, ebenso Christen, Albaner und Nichtalbaner. Er hatte ein fast enzyklopädisches Wissen über den islamischen Sufismus im Allgemeinen und den Bektaschismus in Besonderen.
Zusätzlich zu seiner Muttersprache Albanisch sprach Baba Rexheb fließend Türkisch und hatte Lehrkenntnisse des Osmanischen, des Persischen und des Arabischen. Zusätzlich beherrschte er Griechisch, Italienisch und Englisch.
Baba Rexheb starb am 10. August 1995 (Rabi' ul-Awwal 12, 1416 Hidschra). Seine Türbe (Mausoleum) befindet sich auf dem Grund der Tekke bei Detroit und ist für Pilger und Besucher Bereiche geöffnet.